# Whanganui Chronicle
Whanganui Chronicle este cel mai vechi ziar din Noua Zeelandă. Având sediul în Wanganui, a sărbătorit 160 de ani de publicare în septembrie 2016.
Rezidentul local Henry Stokes a propus pentru prima dată ziarul pentru Petre, așa cum se numea orașul pe atunci, dar publicarea inițială a fost oprită din cauza lipsei de echipament. Întrucât nu era disponibilă o tipografie pentru imprimare, Stokes l-a abordat pe tehnicianul de la Wanganui Collegiate School, reverendul Charles Nicholls, și împreună au construit o tiparniță din lemn și fier, cu ajutorul căreia personalul și elevii școlii, au tipărit prima ediție a Wanganui Chronicle (așa cum era scrisă pe atunci) la 18 septembrie 1856.
Motto-ul ziarului, tipărit în partea de sus a coloanei editoriale, a fost „Verite Sans Peur”, în franceză „Adevărul fără teamă”.
Inițial ziarul a fost vândută în regim bilunar, la un preț de șase pence. În 1866, The Chronicle a trecut la apariția de trei ori pe săptămână, iar în 1871 a început să fie publicat zilnic lucru care s-a întâmplat în fiecare zi de atunci. Ziarul a fost deținut și editat de Gilbert Carson începând cu 1875. În anii 1880, sora lui Carson, Margaret Bullock, a lucrat ca reporter și redactor asistent pentru ziar și, împreună cu Laura Jane Suisted, a fost una dintre primele corespondente femeie din parlamentul Noii Zeelande. Femeia redactor pentru o perioadă în anii 1920, folosind numele ei de naștere Iris Wilkinson, a publicat ulterior poezie și romane sub numele de Robin Hyde, iar acum este „recunoscută ca o figură majoră în cultura secolului al XX-lea din Noua Zeelandă”.
Ziarul rival al The Cronicle începând cu 1867 a fost The Evening Herald (devenit ulterior The Wanganui Herald), fondat de John Ballance. Proprietatea asupra celor două ziare zilnice a fuzionat în anii '70, iar în 1986, Herald a devenit săptămânal gratuit, ulterior redenumit Wanganui Midweek. The Chronicle este în prezent singurul cotidian din Wanganui.
Luni, 10 septembrie 2018, lucrarea și-a schimbat oficial numele în Whanganui Chronicle, pentru a corespunde ortografiei Māori corectate din districtul Whanganui, care a fost oficializată în decembrie 2015.